# Лозянська сільська рада (Іршавський район)
| Лозянська сільська рада — колишній орган місцевого самоврядування у Іршавському районі Закарпатської області з адміністративним центром у с. Лоза. Розташована на південь від районного центру м. Іршава. 30 Вересня 2016 року Ввійшла в Іршавську ОТГ Сільській раді підпорядковані населені пункти: - с. Лоза Рада складалася з 16 депутатів та голови. |

## Керівний склад сільської ради
| ПІБ                    | Основні відомості                                                                                      | Дата обрання | Дата звільнення |
| ---------------------- | --- | ------------ | --------------- |
| Петенько Іван Іванович | Сільський голова, 1964 року народження, освіта                                                         | 26.03.2006   | 31.10.2010      |
| Петенько Іван Іванович | Сільський голова, 1964 року народження, освіта середня загальна, член політичної партії 'Наша Україна' | 31.10.2010   | 31.10.2015      |
| Боршош Микола Іванович | Голова села                                                                                            | 31.10.2015   | 31.10.2020      |

Примітка: таблиця складена за даними джерела

## Архітектурні та історичні пам'ятки
- Церква Різдва Пресвятої Богородиці, збудована 1856 року

## Природні багатства
Розвідано андезити та поклади природного газу, на лозянській горі-пагорбі є залізні руди, розсипи золота, поліметалів та уранові руди.

## Відомі Люди
- Галас Василь Михайлович-очолював гарнізон січових стрільців Карпатської України у с. Білки.
- Ваш Іван  Михайлович-перший секретар Закарпатського обкому КП України (1952—1966 р.р.)
- Ваш Омелян Михайлович-перший секретар Мукачівського міському комуністичної партії(1961 року),а з 1973 року-секретар обкому Компартії України.

## Населення
За переписом населення України 2001 року в селі мешкало 1245 осіб.

### Мова
Розподіл населення за рідною мовою за даними перепису 2001 року:
| Мова       | Відсоток |
| ---------- | -------- |
| українська | 98,47 %  |
| угорська   | 0,64 %   |
| російська  | 0,48 %   |
| німецька   | 0,24 %   |
| білоруська | 0,16 %   |